# アドリアン・クリステア
アドリアン・クリステア（Adrian Cristea, 1983年11月30日 - ）は、ルーマニア・ヤシ出身の元サッカー選手。元ルーマニア代表である。現役時代のポジションはFW。

## 経歴
2006-07シーズンのUEFAカップでは9試合に出場した。1回戦のシュコダ・クサンティFC戦、グループリーグのベシクタシュJK戦で得点した。決勝トーナメント1回戦のSLベンフィカ戦セカンドレグではフリーキックやミドルシュートなどを放ったが、相手ゴールキーパーのキムに阻まれた。同シーズンはミルチェア・レドニク監督指揮下でリーグ優勝を経験した。2014年9月、CSコンコルディア・キアジナに加入した。

## 所属クラブ
- 2002-2004  FCポリテフニカ・ヤシ
- 2004-2010  FCディナモ・ブカレスト
- 2011-2012  FCウニヴェルシタテア・クルジュ
- 2012-2013  FCペトロルル・プロイェシュティ

→ 2013.1-2013.6  スタンダール・リエージュ (loan)
- 2013-2014  FCステアウア・ブカレスト
- 2014-2017  CSコンコルディア・キアジナ

## タイトル
ディナモ・ブカレスト
- リーガ1 : 2006-07
- クパ・ロムニエイ : 2004-05
- スーペルクパ・ロムニエイ : 2005

ステアウア・ブカレスト
- リーガ1 : 2013-14